# Mediocalcar pygmaeum
Mediocalcar pygmaeum är en orkidéart som beskrevs av Rudolf Schlechter. Mediocalcar pygmaeum ingår i släktet Mediocalcar och familjen orkidéer. Inga underarter finns listade i Catalogue of Life.